# 路德維希·毛雷爾

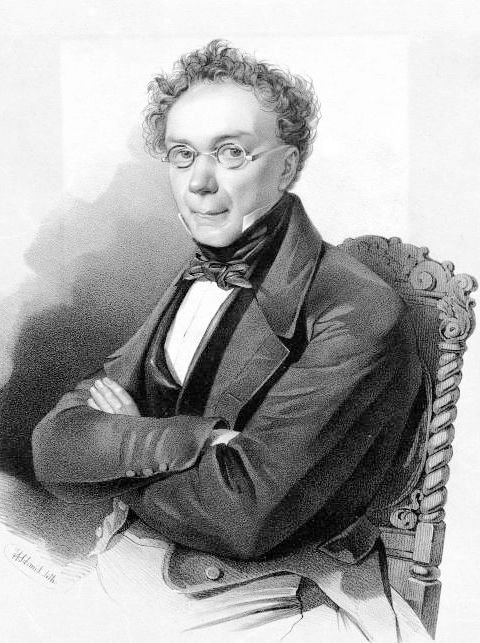
六〇年代的毛雷爾

路德維希·威廉·毛雷爾（德語：Ludwig Wilhelm Maurer；1789年2月8日—1878年10月25日［儒略曆10月13日］）是德國作曲家、指揮及小提琴家。

## 生平
毛雷爾出生於波茨坦，1802年在柏林以小提琴演奏出道。曾經短暫地在叶尔加瓦學習法國學派風格，之後在1806年前往俄羅斯，餘生幾乎都在那裏活動。是故，除了出身德國之外，也有人將毛雷爾視作俄國作曲家。
在圣彼得堡的起步階段，毛雷爾主要的音樂活動仍是小提琴演奏。在小提琴家皮埃尔·巴约的襄助之下，成為維塞弗洛斯基（Всеволожскому；Vsevolozhsky）麾下的宮廷樂長，並帶領樂團在德、法旅行演奏。1819年開始，經常在汉诺威活動。這段時間他亦與韦斯托夫斯基共同創作歌舞劇（vaudeville）作品。此後，他仍經常在德國演出，一同登台的還有他的兒子弗塞沃洛德（Vsevolod）、阿列克西斯（Alexis），他們分別演奏小提琴和大提琴。
1833年左右，毛雷爾回到聖彼得堡，在那裏度過餘生。翌年貝多芬的小提琴協奏曲首次在俄國境內演出，由毛雷爾擔綱獨奏一角。1835年，他成為聖彼得堡一所法國劇院的指揮與指導，此外也擔任市內其他的音樂職務。同時，他持續作曲，直到1878年10月逝世為止。

## 作品節選
室內樂
- 六首弦樂四重奏
- 十二首銅管樂小品

樂團作品
- F小調交響曲，作品67[5]
- A大調複協奏曲，作品55
- 十首小提琴協奏曲

歌劇
- Der Neue Paris，1826年
- Der entdeckte Diebstahl，1826年
- Aloise，1828年
- Die Runenschrift，1830年
- 其他歌舞劇作品

## 外部連結
- 路德維希·毛雷爾的免费乐谱，由国际乐谱典藏计划提供